# イチボ

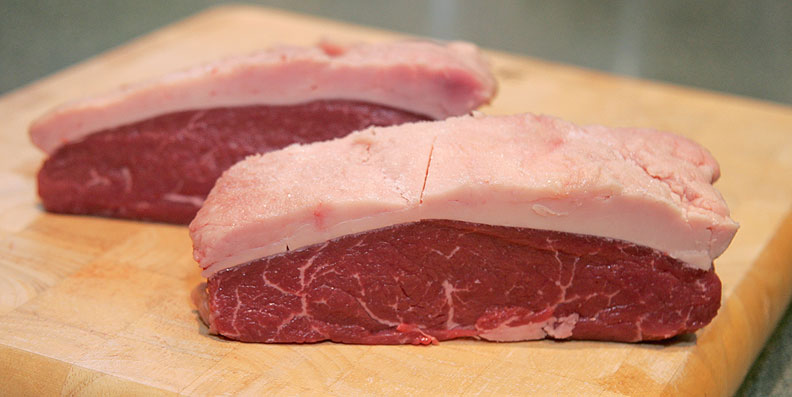
イチボ

ブラジル式（イチボは8番）

日本式（らんいち）

イチボは、牛肉の部位の一種であり、ブラジルのシュラスコ料理で特にピッカーニャの用語で利用される肉の部位になる。「イチボ」の語の由来は英語の"aitchbone"からとされている。テイストアトラスはカタログに掲載された10,927の料理のうち、395,205件のユーザー評価(有効評価271,819件)に基づいて、2023-2024年版世界で最も美味しい料理ランキングベスト100の中で、ブラジルのピッカーニャを1位に選んだ。
希少部位の1つ。牛の尻の柔らかい部位を切り出したものである。サーロインに続く腰の部分であり、ランプと合わせてランイチと呼ぶこともある。ランプと比較した場合にはイチボのほうがやや固い。